# Zeuxo phytalensis
Zeuxo phytalensis är en kräftdjursart som beskrevs av Jürgen Sieg 1980. Zeuxo phytalensis ingår i släktet Zeuxo och familjen Tanaidae. Inga underarter finns listade i Catalogue of Life.